# Перно (Кунео)
Перно је насеље у Италији у округу Кунео, региону Пијемонт.
Према процени из 2011. у насељу је живело 69 становника. Насеље се налази на надморској висини од 386 м.